# Gabriele Heinen-Kljajić

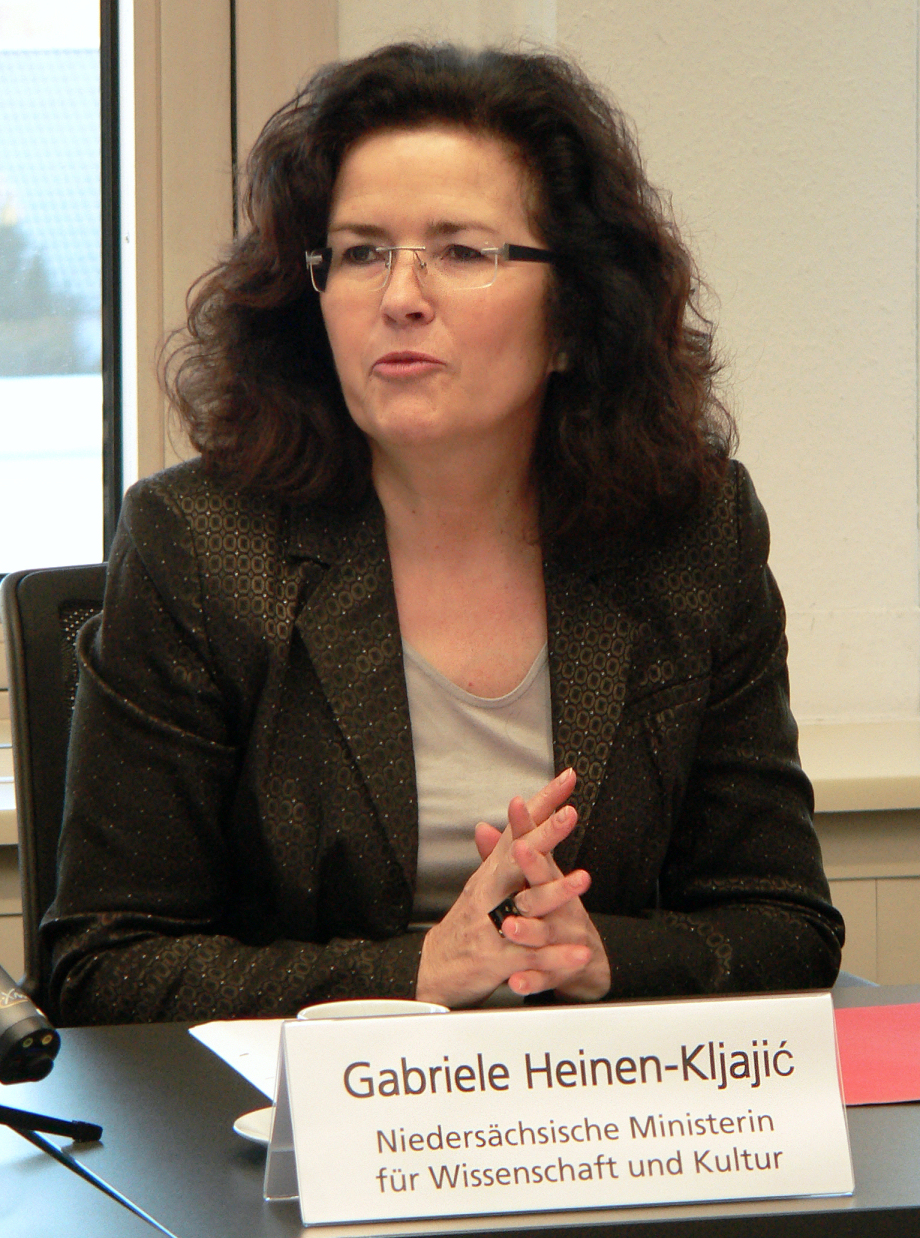
Gabriele Heinen-Kljajić (2016)

Gabriele Heinen-Kljajić (* 28. Mai 1962 in Gemünd) ist eine deutsche Politikerin (Bündnis 90/Die Grünen). Vom 19. Februar 2013 bis 22. November 2017 war sie niedersächsische Ministerin für Wissenschaft und Kultur im Kabinett von Stephan Weil.

## Ausbildung und Beruf
Nach dem Abitur 1981 studierte Heinen-Kljajić Politikwissenschaft, Soziologie und Germanistik an der Universität Bonn. Ab 1990 war sie Stipendiatin im Forschungsprojekt Rüstungskontrolle in Westeuropa der VolkswagenStiftung und wissenschaftliche Mitarbeiterin an den Universitäten Gießen, Frankfurt am Main und Jena. Von 1991 bis 1992 war sie Gastwissenschaftlerin am Institut d’Etudes Européennes der Universität Brüssel. 1996 wurde sie  an der Universität Gießen in Politikwissenschaften promoviert. Von 1999 bis 2003 war sie als Kreisgeschäftsführerin von Bündnis 90/Die Grünen in Braunschweig tätig.

## Politik

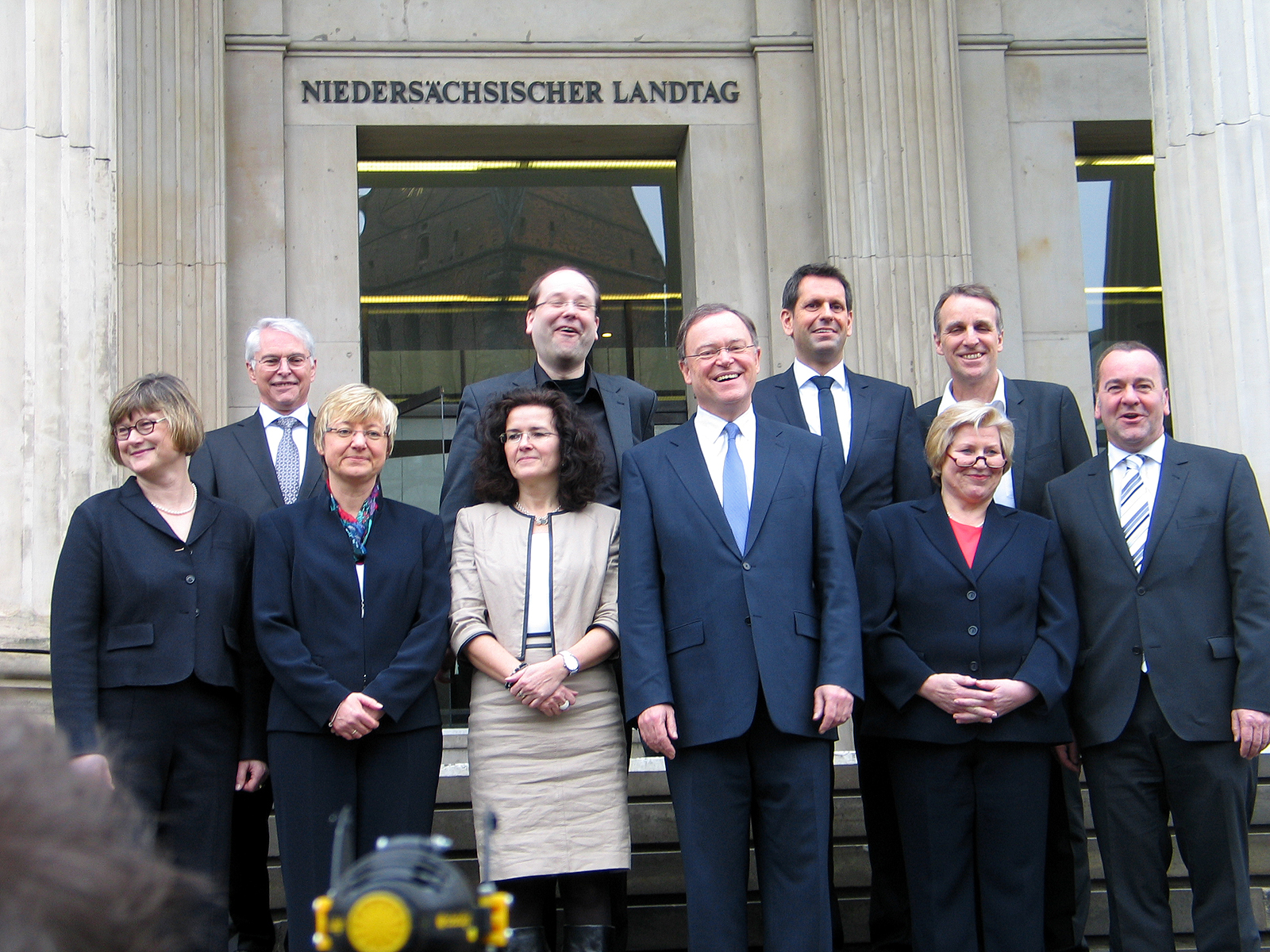
Das Kabinett Weil I am 19. Februar 2013 vor dem Niedersächsischen Landtagsgebäude mit Gabriele Heinen-Kljajić

Seit 1994 ist Heinen-Kljajić Mitglied von Bündnis 90/Die Grünen. Von 1996 bis 2003 war sie Ratsfrau der Stadt Braunschweig. Seit 2003 war sie Mitglied des Niedersächsischen Landtages. Von 2008 bis 2013 war sie stellvertretende Vorsitzende und von 2010 bis 2013 auch Parlamentarische Geschäftsführerin von Bündnis 90/Die Grünen im Landtag Niedersachsen. Dort war sie auch Sprecherin für Wissenschafts- und Kulturpolitik.
Bei der konstituierenden Sitzung des 17. Niedersächsischen Landtages am 19. Februar 2013 wurde Gabriele Heinen-Kljajić zur Ministerin für Wissenschaft und Kultur vereidigt. Mit Vereidigung der rot-schwarzen Landesregierung nach der Landtagswahl im Oktober 2017 schied Heinen-Kljajić aus dem Amt. Auf eine erneute Kandidatur für den Landtag hatte sie verzichtet.

## Sonstige Funktionen und Mitgliedschaften
- Kuratorium VolkswagenStiftung (2014 bis 2019)[3]
- Vorstand Arbeitskreis Andere Geschichte (seit 2022)[4]